# Cheile Rudăriei (sit SCI)
Cheile Rudăriei este o arie protejată (arie specială de conservare — SAC, sit de importanță comunitară — SCI) din România, desemnată în scopul protejării biodiversității și menținerii într-o stare de conservare favorabilă a florei spontane și faunei sălbatice, precum și a habitatelor naturale de interes comunitar aflate în arealul zonei de protecție. Aceasta se întinde pe o suprafață de 290,5 ha, integral pe uscat.

## Localizare
Situl se întinde pe teritoriul administrativ al comunei Eftimie Murgu din județul Caraș-Severin. Centrul sitului Cheile Rudăriei este situat la coordonatele 44°51′49″N 22°06′29″E / 44.863492°N 22.107942°E.

## Înființare
Arealul Cheile Rudăriei a fost declarat sit de importanță comunitară (ROSCI0032) în decembrie 2007 pentru a proteja 3 specii de animale. Situl a fost protejat și ca arie specială de conservare în mai 2022. Acesta include rezervația naturală Cheile Rudăriei.

## Biodiversitate
Situată în ecoregiunea continentală din bazinului hidrografic al văii Rudăriei, aria protejată conține 8 habitate naturale: Tufișuri subcontinentale peri-panonice, Pajiști rupicole calcaroase sau bazofile cu Alysso-Sedion albi, Pajiști panonice de stâncării (Stipo-festucetalia palentis), Pante stâncoase calcaroase cu vegetație chasmofitică, Păduri tip Luzulo-Fagetum, Păduri de pantă, grohotiș sau ravene cu Tilio-Acerion,  Păduri aluviale cu Alnus glutinosa și Fraxinus excelsior (Alno-Padion, Alnion nicanae, Salicion albae) și Păduri panonice-balcanice de stejar turcesc.
La baza desemnării sitului se află Asplenium adulterinum, o plantă cunoscută sub denumirea populară de ruginiță și 15 specii faunistice protejate la nivel european sau aflate pe lista roșie a IUCN; astfel: .
- mamifere (2): lup cenușiu (Canis lupus)[5], vidra de râu (Lutra lutra)[6];
- amfibieni (1): buhaiul de baltă cu burtă galbenă (Bombina variegata);
- pești (4): mreană balcanică (Barbus balcanicus), zglăvoacă (Cottus gobio), hadină (Eudontomyzon danfordi), porcușor de șes (Romanogobio vladykovi);
- nevertebrate (8): racul de ponoare (Austropotamobius torrentium), fluturele vărgat (Euplagia quadripunctaria), fluturele țestos (Nymphalis vaualbum), calul-dracului (Cordulegaster heros), croitorul cel mare al stejarului (Cerambyx cerdo), croitorul cenușiu al stejarului (Morimus funereus), gândacul roșu de stejar (Cucujus cinnaberinus) și un cărăbuș din specia Carabus variolosus.